# محمود سبزی
مسعود سبزی (انگلیسی: Sabzi) یک نقاش اهل ایران است که بیشتر برای نقاشی‌های خود با سبک امپرسیونیسم  انتزاعی شناخته شده‌است.
سبزی در سال ۱۳۳۰ همدان متولد شد اما سه دهه اول زندگی اش را در اهواز گذراند. او هنگامی که دوازده سال داشت، نقاشی را شروع کرد، اما سرانجام لیسانس مهندسی کشاورزی در دانشگاه جندی شاپور اهواز (دانشگاه شهید چمران کنونی) را گرفت.
در ابتدا، سبزی با الهام از تاریخ و فرهنگ کشورش، شروع به طراحی نقاشی‌های واقع گرایانه کرد. پس از شروع جنگ ایران و عراق، سبزی حدود یک سال داوطلبانه در جنگ فعالیت کرد و این مسئله عامل زمینه‌سازی طراحی‌های وی در ارتباط با جنگ و کوچ جنگ زدگان بود. وی در سال ۱۳۶۴ پس از انقلاب ایران مهاجرت کرد و ابتدا در آلمان و ایالات متحده و سرانجام در جنوب کالیفرنیا مستقر شد.